# Zu den Acht Seligkeiten

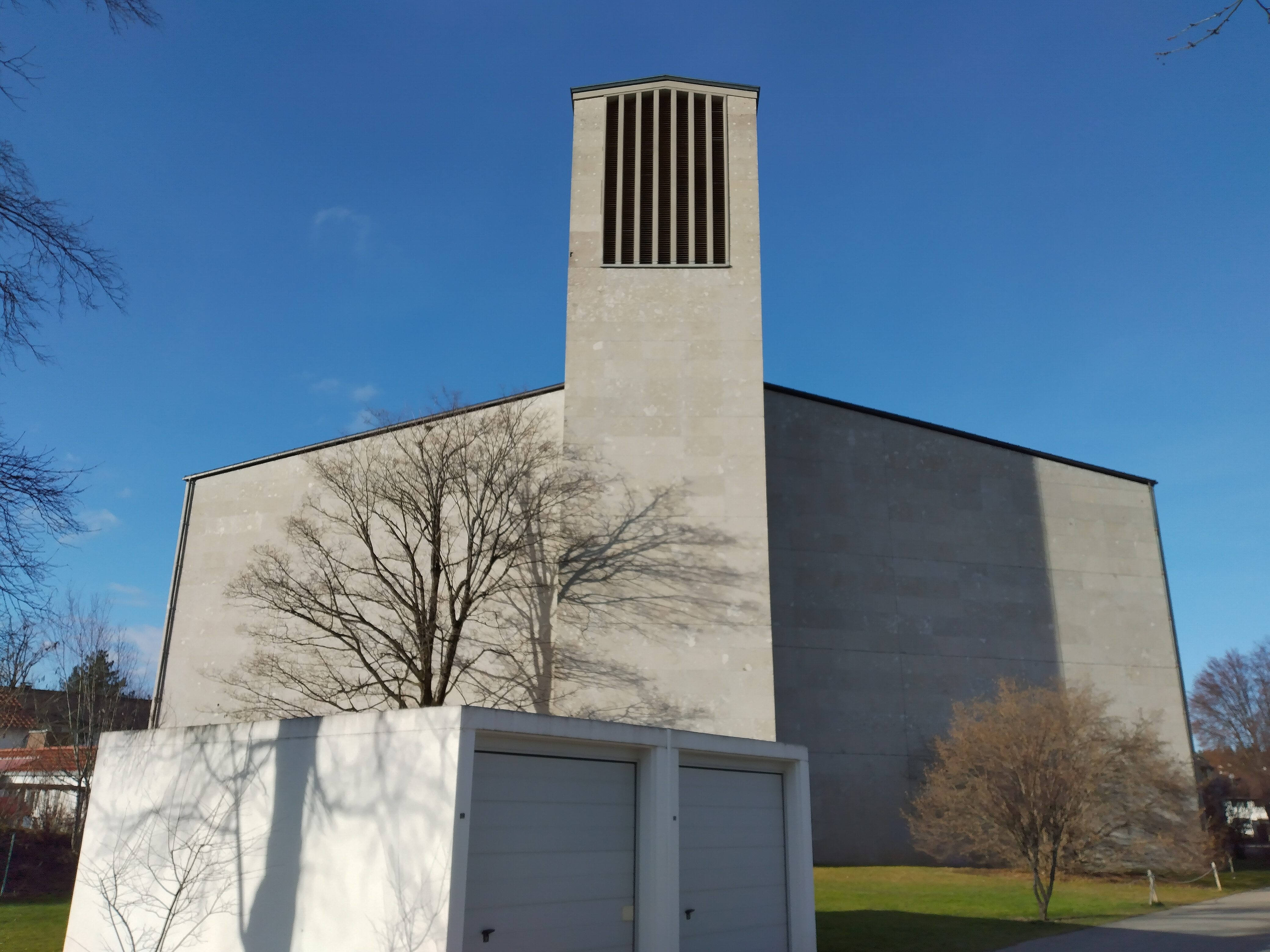
Zu den Acht Seligkeiten, Südostansicht

Zu den Acht Seligkeiten war eine römisch-katholische Pfarrkirche in Füssen. Der moderne, große Betonbau aus den 1960er Jahren prägte das Ortsbild des Stadtteils Füssen-West. Anfang 2025 wurde die Kirche abgerissen.

## Lage

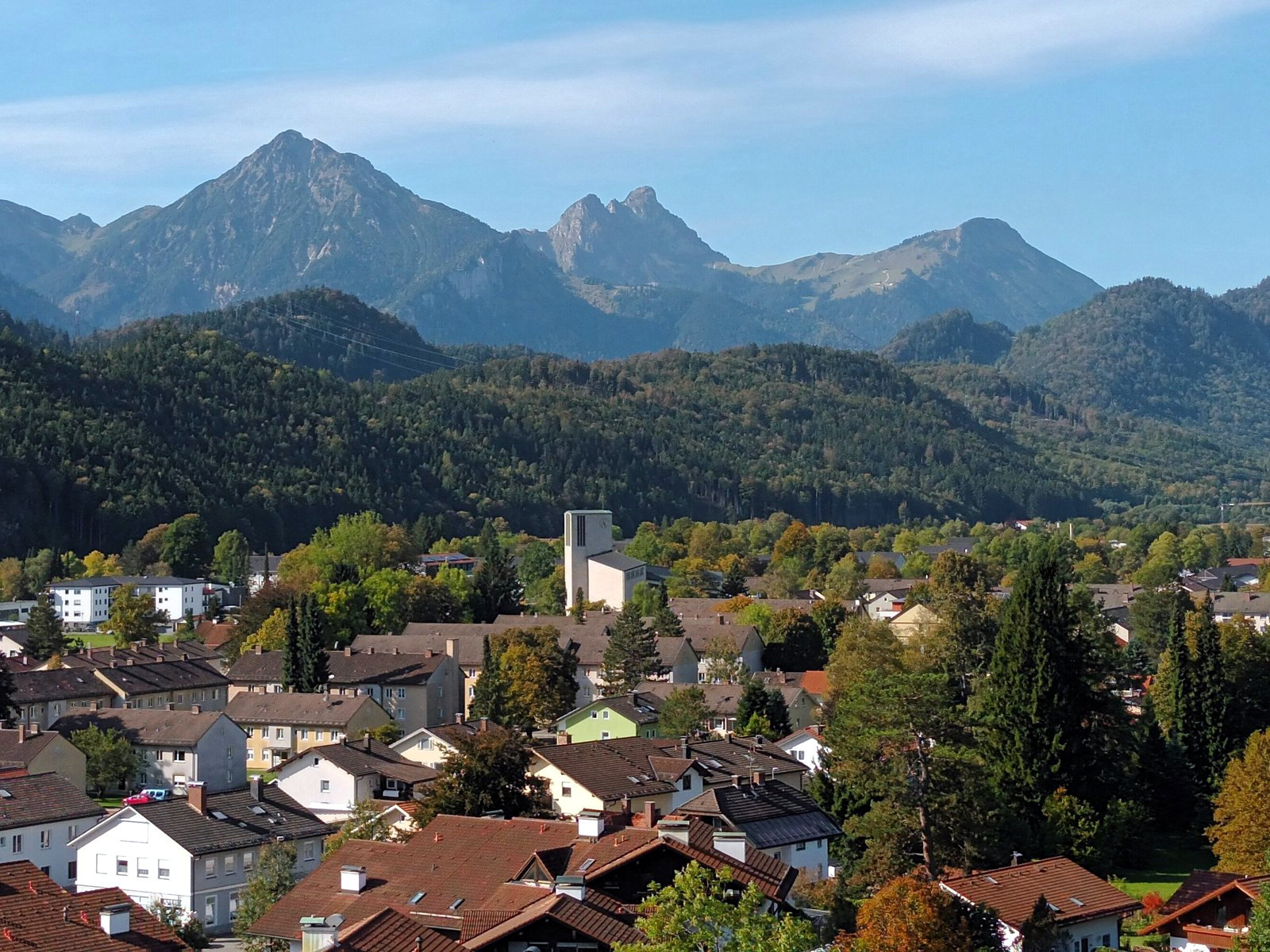
Blick auf Füssen-West vom Ziegelberg (2023)

Die Kirche lag im südlichen Teil von Füssen-West an der Birkstraße 20, etwa 200 Meter nördlich der Kemptener Straße. Westlich der Kirche lag die Allgäu-Kaserne, südlich die Johann-Jakob-Herkomer-Realschule. In dem an die Kirche angebauten Gebäude Birkstraße 18 war die Kinderkrippe St. Gabriel untergebracht. Unweit der Kirche befanden sich an der Ecke Birkstraße/Geigenbauerstraße das Pfarrheim St. Gabriel und der Kindergarten St. Gabriel.

## Geschichte

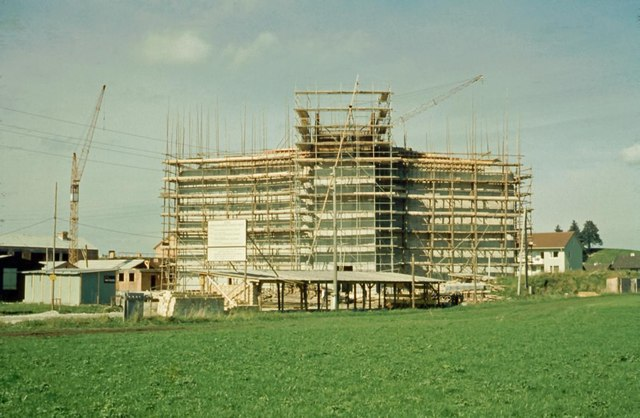
Rohbau (August 1963)

Die Kirche wurde Mitte der 1960er Jahre für die anwachsende Bevölkerung des Stadtteils Füssen-West gebaut. Ihr Name bezog sich auf die Seligpreisungen Jesu am Anfang der Bergpredigt. Die große Dimensionierung der Kirche erklärte sich auch durch ihre Funktion als Garnisonskirche für die benachbarte Kaserne. Der Entwurf stammte vom Architekten Oskar Wittek. Erster Spatenstich war am 2. April 1963, Grundsteinlegung am 14. November 1964. Die Weihe erfolgte am 26. März 1966 durch Bischof Josef Stimpfle.
Der an die Kirche angebaute ehemalige Pfarrhof wurde 2013/2014 zu einer Kinderkrippe umgebaut und erweitert. Die Eröffnung der katholischen Kinderkrippe St. Gabriel war am 1. September 2014.
Aufgrund des Rückgangs der Kirchenbesucher erwies sich die Kirche in den späten 2010er Jahren als überdimensioniert. Von den 600 Sitzplätzen waren beim Sonntagsgottesdienst nur noch 60 bis 80 Plätze belegt. Kurz nach der Feier ihres 50-jährigen Jubiläums wurde 2017 der Beschluss zu ihrem Abriss gefasst. 2020 wurde die Orgel abgebaut und an die Pfarrei St. Josef in Katowice verkauft. Der zunächst für 2022 geplante Abriss verzögerte sich mehrfach, unter anderem wegen der Coronakrise. Am 22. September 2024 wurde die Profanierung durch Bischof Bertram Meier vorgenommen.

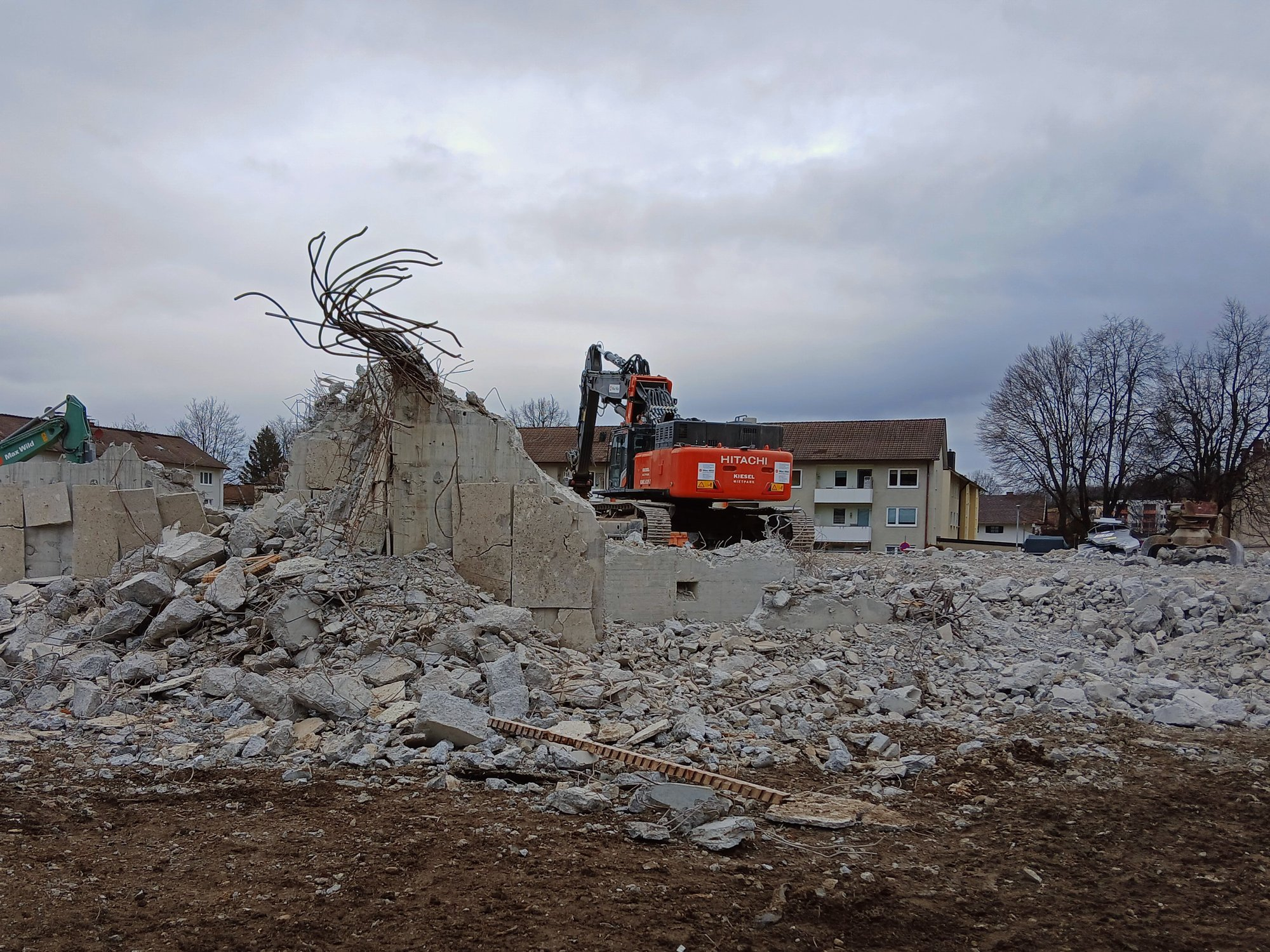
Abbruch (Februar 2025)

Die Abrissarbeiten am Gebäude selbst begannen im Januar 2025. Es war das erste Mal, dass im Bistum Augsburg eine Pfarrkirche dauerhaft abgerissen wurde. Für einen möglichst großen Teil der Innenausstattung wurde eine Wiederverwendung angestrebt. So wurde das Altarkreuz auf dem Waldfriedhof Füssen als Friedhofskreuz aufgestellt. Aus dem Naturstein des Altars wurde ein Armbecken für die erneuerte Kneippanlage beim Campingplatz Hopfensee gefertigt. An der Stelle der Kirche wird ein kirchliches Begegnungszentrum mit Gottesdienstraum und der neue Kindergarten St. Gabriel gebaut.

## Architektur

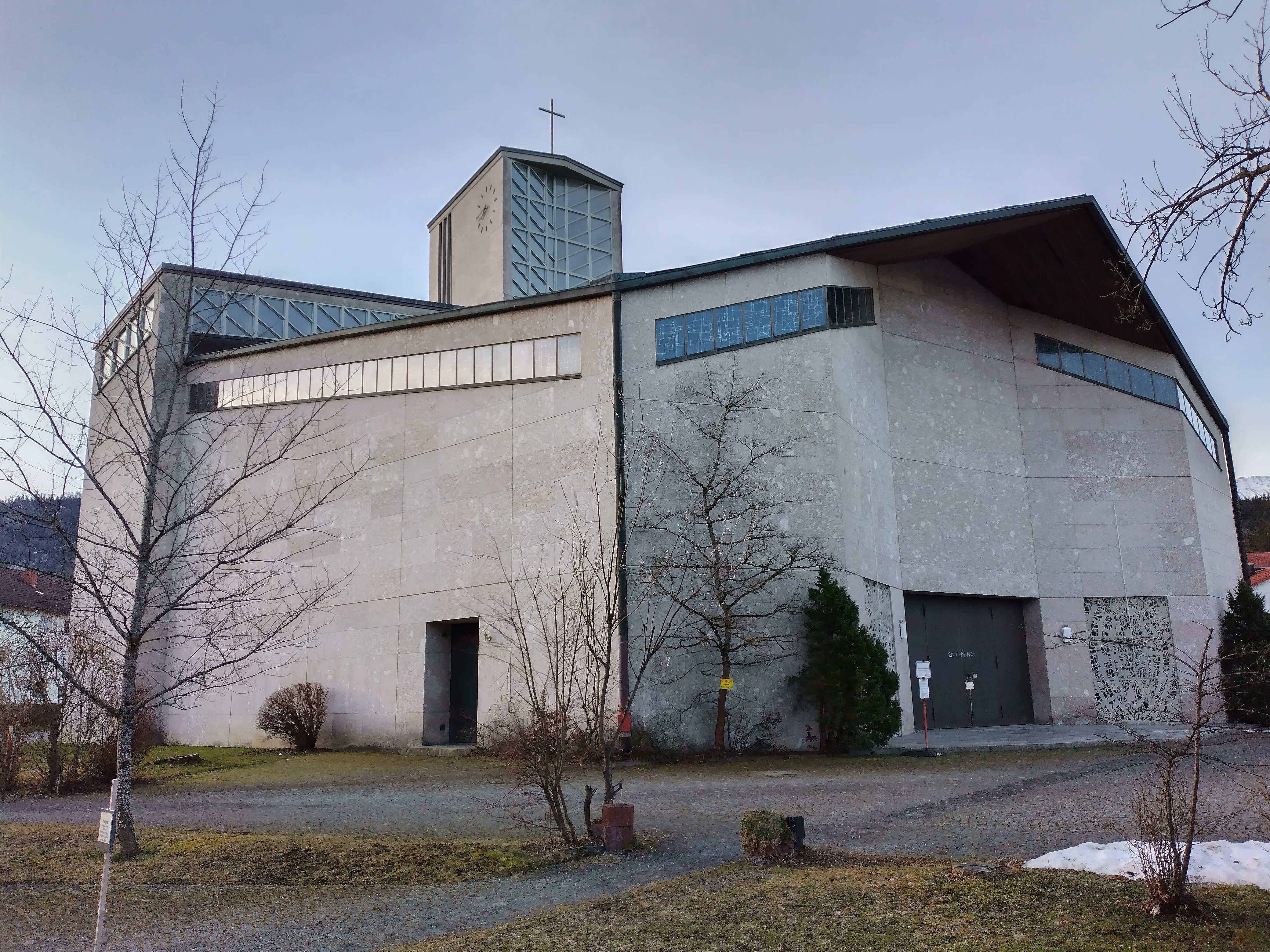
Nordansicht

Der Betonbau hatte eine moderne Bauform mit klaren Linien und einem zeltartigen Dach. Der Grundriss war ein regelmäßiges Fünfeck mit einer Einbuchtung und überstehendem Dach an der Seite des Haupteingangs im Nordwesten. An der gegenüberliegende Ecke hatte das Gebäude einen rechteckigen Glockenturm mit langen, senkrechten Schallschlitzen. Innen befanden sich links und rechts des Haupteingangs eine Taufkapelle und eine Marienkapelle sowie Windfänge hinter dem Haupteingang und den beiden Seiteneingängen.
Die von der Seite des Haupteingangs ausgehenden Stahlträger der Dachkonstruktion vereinigten sich in einem freistehenden Punkt über dem Altarraum. Die Raumhöhe betrug 21 Meter, die Spannweite der Chorwand 37 Meter. Die Betonwände waren außen mit Platten aus Konglomeratgestein verkleidet und innen mit Ziegelsteinen ausgemauert.

## Ausstattung

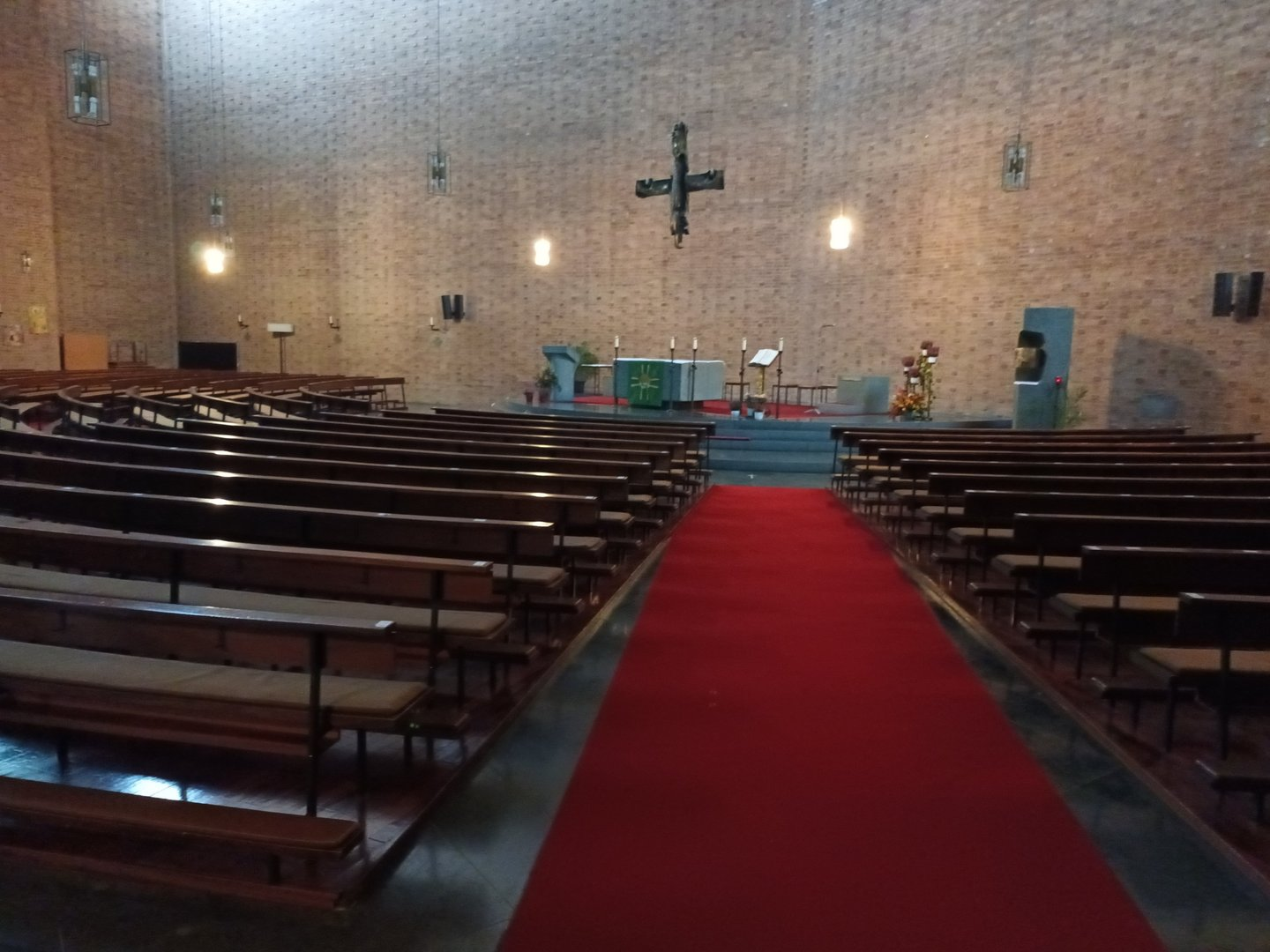
Innenansicht zum Altarraum

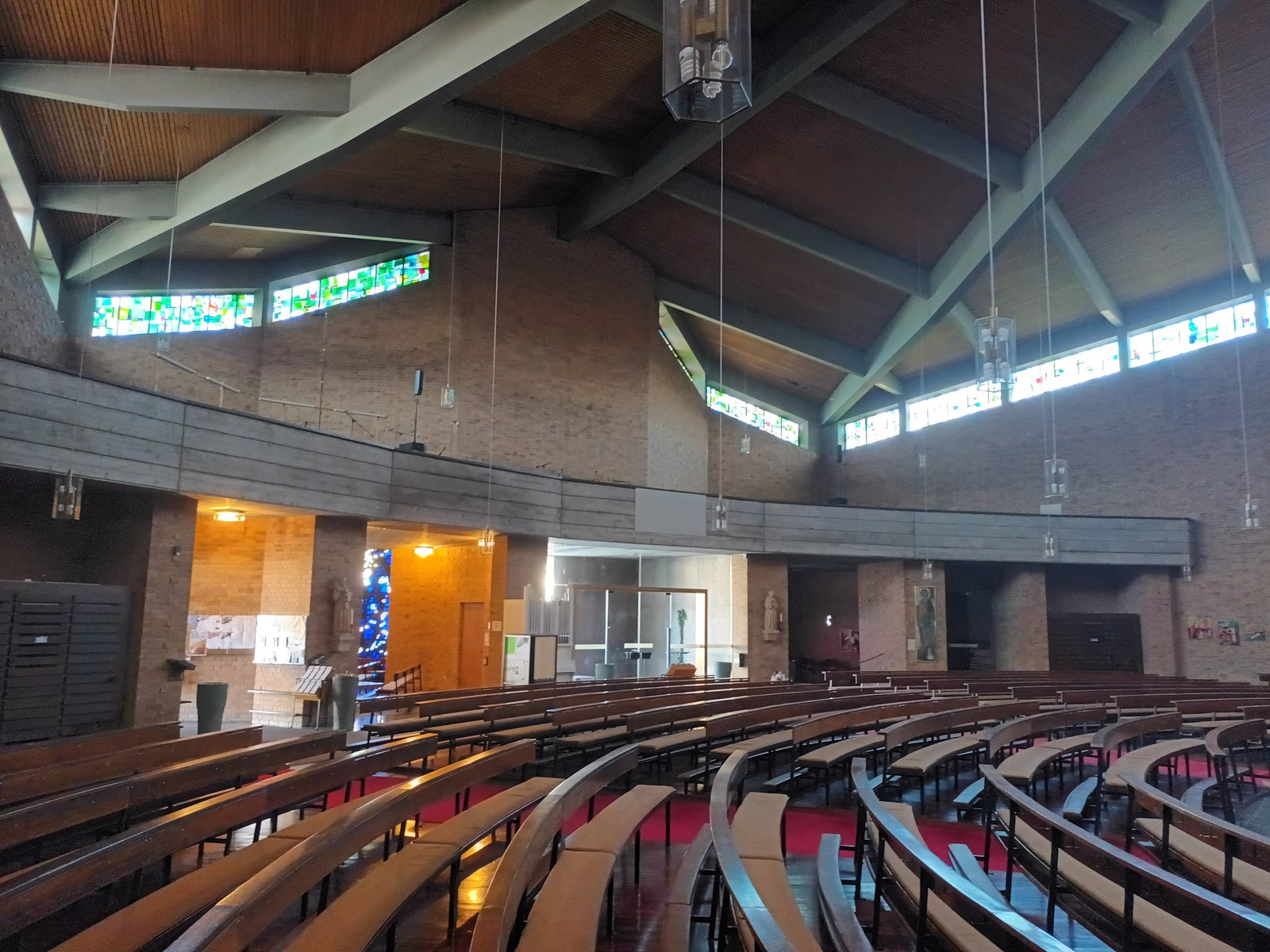
Innenansicht zur Empore

Altar, Ambo, Tabernakel, Priestersitz und Taufbecken waren aus Dolomitstein gehauen. Über dem Altarraum hing ein großes Altarkreuz, das vom Füssener Kaplan Hermann Weißler angefertigt worden war und in dem acht Edelsteine eingebaut waren, die auf die Acht Seligkeiten Bezug nahmen. Der Tabernakel spielte auf die Seitenwunde Christi an. Im Altar war eine Reliquie der hl. Christine eingesetzt. Die Marienfigur in der Marienkapelle stammte vom Füssener Bildhauer Alois Vogler. Die Orgel wurde 1975 von Orgelbau Zeilhuber gebaut.